# Iscadia
Iscadia é um gênero de traça pertencente à família Arctiidae.